# Ana de Trebisonda

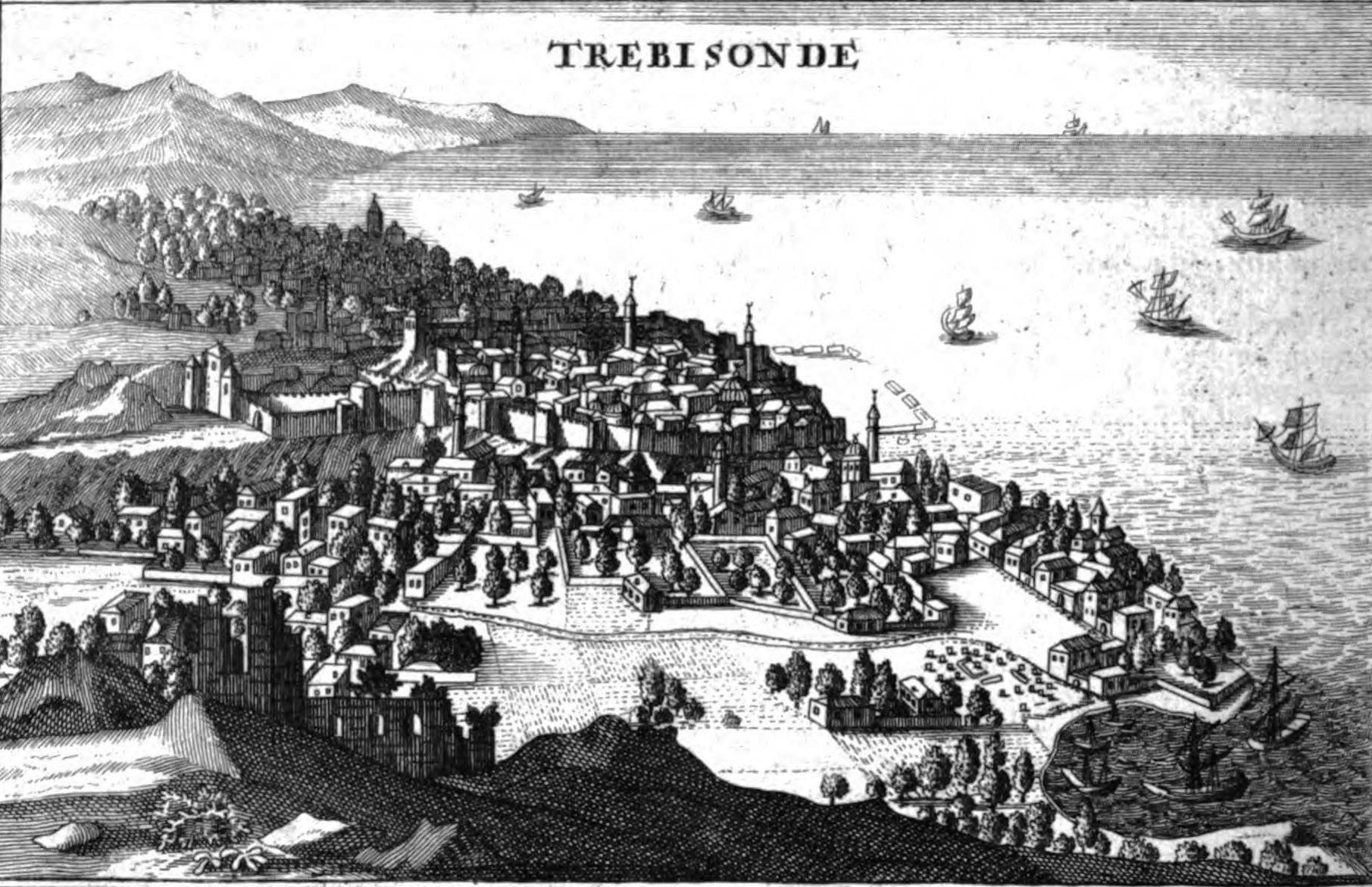
Vista de Trebisonda en 1718

Ana Anachoutlou Comnena (en griego: Άννα Μεγάλη Κομνηνή, Anna Megalē Komnēnē; fallecida en 1342), fue emperatriz de Trebisonda desde el 17 de julio de 1341 hasta el 4 de septiembre de 1342. Ana fue la hija mayor del emperador Alejo II de Trebisonda y su esposa georgiana, Jiajak Jaqeli. A pesar de que era una monja, y pasó la mayor parte de su vida en un convento, tomó acción política mediante el montaje de la rebelión contra Irene Paleóloga (1340-1341). Tomando ventaja de los ataques lanzados por los turcomanos de Amida, ella ascendió al trono de Trebisonda. En 1342 fue estrangulada por el usurpador al trono, Juan, posteriormente Juan III de Trebisonda (1342-1344).